# 무도회

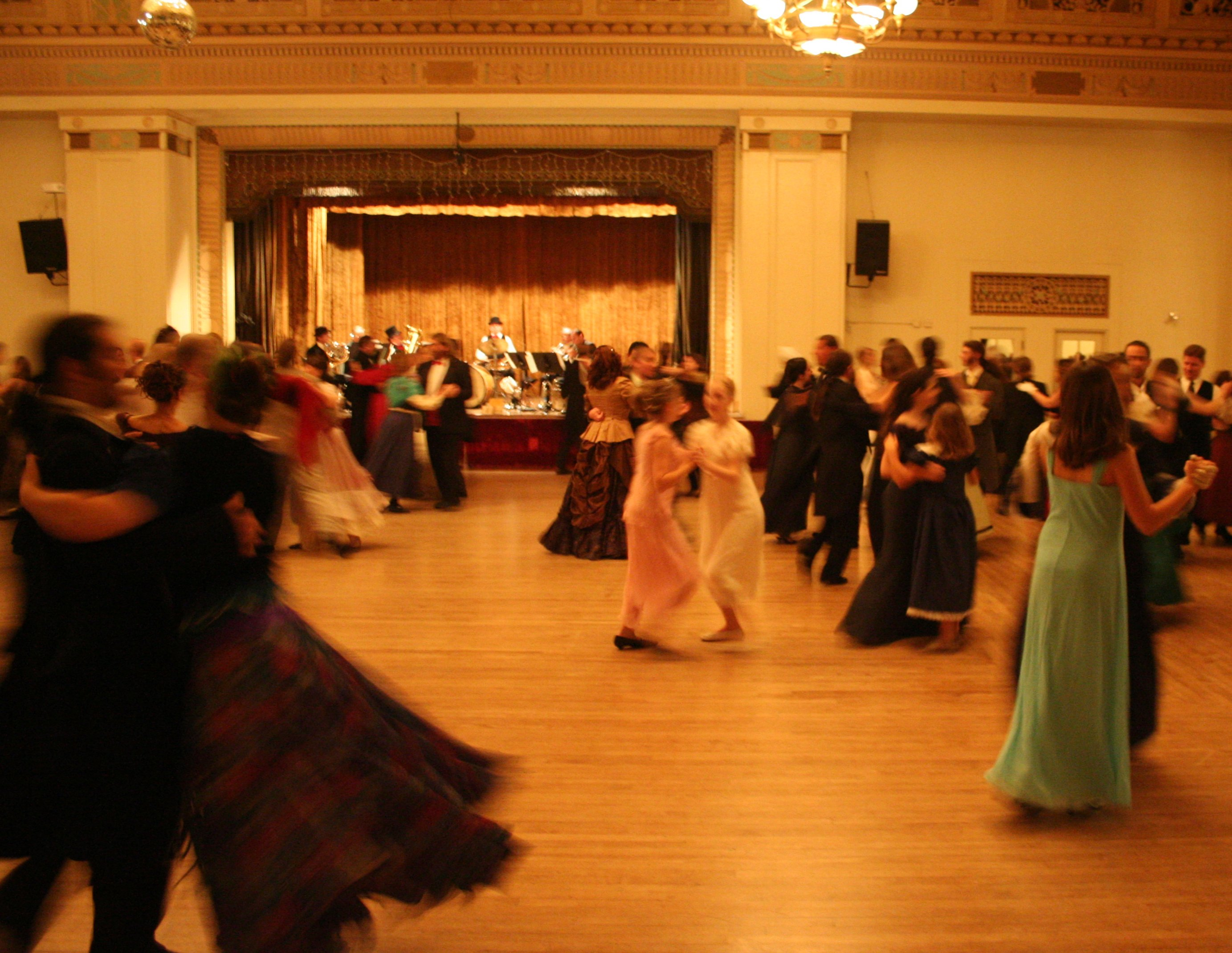
무도회

무도회(舞蹈會, 영어: ball, formal dance party)는 서양의 정식 댄스 파티이다. 영어의 "ball"이런 무도회에서 행해지는 공식적인 댄스(볼룸댄스, 사교 댄스 등)을 가리킨다. 이 말은 라틴어로 "춤추다"를 의미하는 "ballare"에서 유래하고 있다. 17세기에서 18세기에 걸쳐, 궁정 무도회는 유럽의 궁정에서 전례, 의식 등의 개최되었다. 이런 자리에서 춤은 사교계에 필수적으로 영국에서 사교 댄스로 대성했다. 참가자들은 연미복이나 이브닝 가운 등을 입고 무도회에 참석한다.

## 같이 보기
- 프롬